# Tualang Baru (Bukit Tusam)
Tualang Baru is een bestuurslaag in het regentschap Aceh Tenggara van de provincie Atjeh, Indonesië. Tualang Baru telt 277 inwoners (volkstelling 2010).